# Eryk (powieść)
Eryk, ang. (pisownia stylizowana z przekreśleniem) Faust Eric – humorystyczna powieść fantasy Terry’ego Pratchetta, wydana w 1990 r. Jako współautor wydania albumowego występuje ilustrator Josh Kirby. W Polsce książka ukazała się po raz pierwszy w 1997 r. nakładem wydawnictwa Prószyński i S-ka (ISBN 83-7337-334-1), z pominięciem oryginalnej chronologii cyklu (po Czarodzicielstwie zamiast po Straż! Straż!). Jest to dziewiąta część długiego cyklu Świat Dysku, zaliczana do podcyklu o Rincewindzie.

## Fabuła
Książka opowiada o młodym demonologu Eryku, który próbując wezwać demona, wzywa Rincewinda. Ten ma za zadanie spełnić jego trzy, standardowe życzenia – żyć wiecznie, panować nad światem i spotkać najpiękniejszą kobietę w historii. W rezultacie zjawiają się w nietypowych miejscach i czasach, między innymi na plaży podczas stworzenia świata, a także w piekle, którego mieszkańcy są także ważnymi postaciami w powieści.